# Aki Ross
Dr. Aki Ross egy kitalált szereplő a Final Fantasy – A harc szelleme c. filmben, eredeti hangja a kínai színésznő Ming-Na Wen. Ő volt az első fotorealisztikus számítógép generált emberi karakter aki egy film főszereplője volt.

## Születése
Aki Rosst a Square Pictures készítette Final Fantasy – A harc szelleme című filmhez. A Square, amely már ismert és tapasztalt volt a 3D renderelésben, kifejezetten a valósághű emberi környezetek és modellek elkészítésében (mint például a Final Fantasy játéksorozat), elhatározta, hogy elkészíti a világ legrészletesebb és legvalósághűbb modelljét.
Aki Ross modellje olyan részletes volt, hogy a mintegy 60 000 hajszálát külön készítették el, és renderelték le. A folyamat egy renderelőfarmon zajlott, ahol mintegy 960 darab Pentium III-933 MHz munkaállomás dolgozott.

## Újbóli megjelenései
Eredetileg úgy tervezték, hogy Aki a Square néhány további termékében is szerepelni fog, de mégsem így lett, bár feltűnik egy Michael Jackson paródiában, húsvéti tojásként a film DVD változatában. Továbbá a film dobozos változatában található róla egy bikinis fotó.
Érdekesség, hogy Aki egyike a legszexisebb nőknek a Maxim olvasói szerint, és ő az első kitalált személy, aki felkerült erre a listára.